# Dunedoo
Dunedoo – miasto w Australii, w stanie Nowa Południowa Walia.